# 萊西鎮區 (新澤西州)
萊西鎮區（英語：Lacey Township）是位於美國新澤西州海洋縣的一個鎮區。

## 地方資料
萊西鎮區的面積為258.49平方千米，當中陸地面積為215.62平方千米，而水域面積為42.87平方千米。根據2020年美國人口普查的數據，當地共有人口28655人，而人口密度為每平方千米110.86人。